# Болотниково (Нижегородская область)
Боло́тниково — деревня в Вачском районе Нижегородской области. Входит в состав Филинского сельсовета.
Ранее — деревня в Муромском уезде Владимирской губернии.

## Из истории
«В Перемиловских горах, омываемых рекою Кутрою, впадающею в реку Оку, с правой стороны, возле сельца Болотникова, в 42 верстах от г. Мурома, обнаружились известковые камни. В 1871 году местные жители стали добывать их и тут же обжигать… Некоторое время Болотниковская известь употреблялась в дело и находила своих покупателей, но вскоре сильное требование алебастра — добытие которого считается главным делом между Болотниковцами, уничтожило зарождавшуюся разработку известковых залежей и известь Болотниковских гор ждет более энергичных предпринимателей в будущем».

## Население
| 1859 | 1897 | 1905 | 1926 | 1999 | 2002 | 2010 |
| ---- | ---- | ---- | ---- | ---- | ---- | ---- |
| 525  | ↗527 | ↘496 | ↗766 | ↘124 | ↘113 | ↘86  |

## Болотниковская пещера
В 2 км к югу от Болотниково находится так называемая «Болотниковская пещера». Пещера имеет длину 72 м, высота потолка на разных участках составляет 2,5 — 3,5 м, а в некоторых залах достигает 4,0 — 5,0 м. Ширина залов колеблется от 4 до 6 м. Потолки в пещере сравнительно крепкие, "шкуродёров" нет, максимальная крутизна пола пещеры не превышает 20°. У пещеры невысокий щелевидный вход высотой около 80 см. Пол пещеры завален незакреплёнными камнями. В одном месте на потолке висит растрескавшаяся глыба доломита. Появление пещеры стало результатом медленного вымывания, выщелачивания твёрдой породы, возраст которой оценивается в 260 миллионов лет. Болотниковская пещера была открыта для науки в 2000-х годах школьниками нижегородского детско-юношеского геологического центра «Самоцветы» под руководством Б. И. Фридмана и Ю. С. Рубцова.

## «Исчезнувшее» озеро в Болотниково
В апреле 2004 года местные жители обнаружили, что, находившееся за селом озеро исчезло вместе с близлежащими деревьями. На месте озера осталась большая яма, глубиной 70 метров и шириной 55 метров. Есть предположение, что причиной исчезновения озера послужили шахты по добыче известковых пород, которые могли обрушиться.